# Dinei
Claudinei Alexandre Pires, meglio conosciuto come Dinei (San Paolo, 10 settembre 1970), è un ex calciatore brasiliano, di ruolo attaccante.
È noto per essere stato il primo giocatore nella storia del Corinthians a vincere tre campionati brasiliani (1990, 1998, 1999). È stato tra i primi atleti professionisti della sua generazione a posare nudo per la rivista G Magazine, dedicata principalmente ad un pubblico gay.

## Biografia
Figlio dell'attaccante Nei, un ex giocatore di calcio degli anni sessanta del XX secolo, Dinei è cresciuto nel Corinthians, club della sua città natale. Ha iniziato a giocare al Parque São Jorge nel 1986, guidato da Servílio de Jesus Filho.
All'età di diciannove anni ha esordito nel campionato brasiliano, nel ruolo di attaccante. Nel suo primo incontro da professionista ha segnato la rete della vittoria contro Santos. Grazie anche a questo risultato la sua squadra è riuscita a qualificarsi per la fase finale del torneo e, un mese dopo, ha vinto il suo primo titolo nazionale brasiliano.
Nel 1996, durante il suo passaggio al Coritiba, Dinei è risultato positivo ad un test antidoping. Il refeto mostrò l'uso di cocaina, che il giocatore ammise di aver assunto. Come punizione, l'attaccante è stato sospeso per 240 giorni.
Tornato al Corinthians nel campionato 1998, Dinei è stato determinante per la qualificazione alla fase finale del torneo. Nelle ultime tre partite contro il Cruzeiro è andato a segno nella finale di andata conclusasi con un pareggio per 2-2. Nelle tre gare decisive per l'attribuzione del titolo ha effettuato quattro assist che gli hanno permesso di vincere il secondo scudetto.
Per le sue prestazioni è stato omaggiato dai tifosi del Corinthians con i canti "El El El o Dinei é da Fiel" di Gaviões da Fiel dei quali il giocatore è membro.
Nel 1999 ha posato nudo per il numero di marzo della rivista gay G Magazine, è stato il secondo calciatore professionista a farlo, dopo il connazionale Vampeta. Alla fine della stagione 1999 ha vinto il suo terzo titolo nazionale.
Nel 2008 si è candidato al consiglio comunale della città di San Paolo nelle file del Partito Democratico Laburista (Partido Democrático Trabalhista, PDT), ma non è stato eletto.
Nel 2011 ha partecipato alla quarta edizione del reality show A Fazenda (La Fattoria), prodotto da Rede Record, ed è stato eliminato alla nona puntata del 22 settembre.

## Palmarès

### Club

#### Competizioni nazionali
- Campionato brasiliano: 1

Corinthians: 1990, 1998, 1999
- Campionato Gaúcho: 1

Internacional: 1994
- Campionato Mineiro: 1

Cruzeiro: 1996
- Campionato paulista: 1

Corinthians: 1999

#### Competizioni internazionali
- Copa Master de Supercopa: 1

Cruzeiro: 1994
- Copa de Oro: 1

Cruzeiro: 1995
- Campionato mondiale per club FIFA: 1

Corinthians: 2000